# Ivan Kupala
Noaptea de Ivan Kupala (alte denumiri: Ivan Kupala, Ziua lui Ivan, de asemenea Noaptea de Kupala sau doar Kupala) (în poloneză Noc Kupały, în belarusă Kupalle, în rusă Иван Купала, transliterat: Ivan Kupala / Kupala, în ucraineană Свято Купала, transliterat: Sveato Kupala) este una dintre cele mai importante sărbători populare din unele țări slave, care coincide cu sărbătoarea creștină a Nașterii Sfântului Ioan Botezătorul. În tradiția populară, Kupala a fost venerată ca ziua solstițiului de vară și a fost sărbătorită inițial în cea mai scurtă noapte a anului, care este pe 21-22 sau 23-24 iunie în Cehia, Polonia, Slovacia, Bulgaria (unde se numește Eniovden, Еньовден) și Ucraina modernă (din 2023). După calendarul iulian, se sărbătorește în noaptea dintre 6 și 7 iulie în Belarus, Rusia și anumite părți ale Ucrainei. Numele sărbătorii derivă din cuvântul slav de est kǫpati, cu sensul de „a se scălda”.
O serie de activități și ritualuri sunt asociate cu noaptea de Kupala, cum ar fi strângerea de ierburi și flori și decorarea oamenilor, animalelor și caselor cu ele; intrarea în apă, scăldatul sau stropirea cu apă și trimiterea de ghirlande pe apă; aprinderea focului, dansul, cântatul și săritul peste foc; de asemenea vânătoarea de vrăjitoare și alungatul acestora. De asemenea, se credea că în această zi soarele se joacă și se întâmplă alte minuni ale naturii. Sărbătorile se țin lângă apă, pe dealuri. În principal, tineri bărbați și fete participă la aceste tradiții folclorice. Ritualurile și simbolismul sărbătorii pot indica originile sale precreștine.

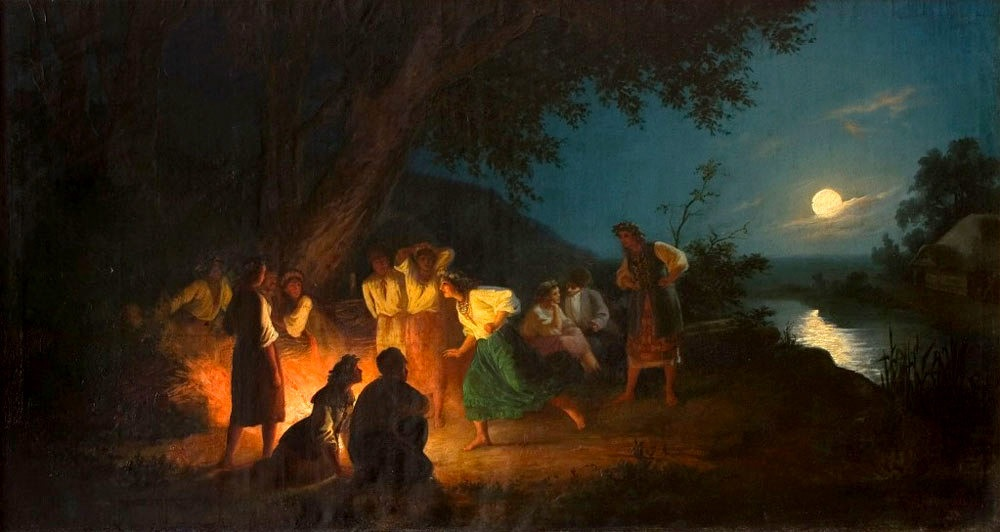
Noaptea din ajunul de Kupala de pictorul polonez Henryk Siemiradzki, anii 1880, Galeria Națională de Artă din Lviv

Ivan Kupalo este una dintre cele mai vechi, mistice și enigmatice sărbători ale slavilor de răsărit, în onoarea zeului Soare – Dajboh Kupailo, care era un simbol al fertilității și personificarea bucuriei și a victoriei împotriva întunericului, fiind însoțită de cântece specifice („kupalski pisni”). Sărbătoare este echivalentă în folclorul românesc cu Noaptea de Sânziene, sărbătorită între 23-24 iunie, cu numeroase similitudini privind ritualurile și semnificațiile acestora în tradiția populară.

## Denumiri
- Limba slavă veche: kupalija,[8] kupaly pl.[9]
  - rusă: Ivan Kupala, Ivanov denʹ,[3] Kupala,[10] kupala, Kupalo[11]
    - dialectal: kupalni pl.; kupal'nitsa : kupalenka "foc de tabără pe câmp";[11] Yarilo[12]

  - ucraineană: Ivan Kupalo,[3] Sontsekres, Kupaylo, Kupaylytsa,[13] kupala, kupalen’ka, kupa(y)lochka[11]
    - Polesia: Ivan Petrov, Ivan Petrovny[14]

  - belarusă: kupalle,[11] Jan Kupała[3]
    - dialectal: kupala[11]

Dialectele poloneze au reținut împrumuturi din limbile slave vechi:
- Podlachia și Lublin: kupała, kąpała, kąpałeczka
- Podlachia, Lublin, Sieradz, Kalisz: kupalonecka, kopernacka, kopernocka, kupalnocka

În limba cehă veche (secolul al XV-lea), este atestat kupadlo „un fir multicolor cu care se legau cadouri, cu ocazia Ajunului Sfântului Ioan; cadou oferit băieților de fete cu ocazia Ajunului Sfântului Ioan”. În Slovacia, este atestat popularul kupadla, „Ajunul Sfântului Ioan”.

## Istorie și etimologie

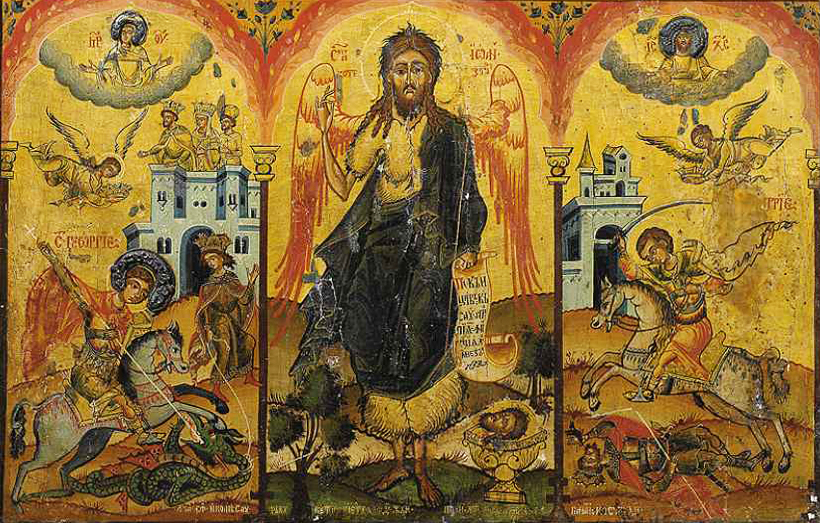
Un fragment dintr-o icoană rusă care simbolizează vara (de la stânga la dreapta):
• Gheorghe Învingătorul, în a cărui zi începe sezonul de vară
• Ioan Botezătorul, în a cărui zi se sărbătorește solstițiul de vară
• Dimitrie din Salonic, în a cărui zi se încheie sezonul de vară

După mai mulți cercetători, noaptea de Kupala este o sărbătoare proto-slavă sau slavă răsăriteană creștină a solstițiului de vară. Potrivit lui Nikolai Galkovski, „noaptea de Kupala a combinat două elemente: păgân și creștin.” Punctul de vedere asupra originii pre-creștine a sărbătorii este criticat de istoricul Vladimir Petruhin și de etnograful Aleksandr Strahov. În timp ce, după Andrzej Kempinski, „Aparenta ambivalență (bărbat-femeie, lumină-întuneric) pare să mărturisească originile antice ale sărbătorii atenuând contradicțiile unei societăți duale.” După Holobuțki și Karadobri, unul dintre argumentele pentru vechimea sărbătorii este focul viu aprins prin frecare.
Numele apare încă din stadiul de limbă slavă veche răsăriteană. Izmail Sreznevski, în Materiale pentru dicționarul limbii slave veche răsăriteană, dă definiția: kupalija „Ajunul Sfântului Ioan” (În Codexul Hipatian la anul 1262: Litva že izŭgnaša Ezdovŭ na kanunŭ i Ivanę dn:i. na samaję kupalĭję), kupalo "botezător" (fără exemplu), kupaly pl. "Ziua Sfântului Ioan" (a mirŭ otŭ Pokrova Bogorodicy do Ivana dne do Kupalŭ, a otŭ Ivana dne za dva lětŭ). Epigraful nr. 78 din Catedrala Sfintei Înțelepciuni din Veliki Novgorod, datat la sfârșitul secolului al XI-lea - începutul secolului al XII-lea, conține inscripția Na Kupalię. Potrivit etnografului Vera Sokolova, Kupala este un nume târziu care a apărut printre slavii răsăriteni atunci când sărbătoarea a coincis cu ziua lui Ioan Botezătorul.
După Max Vasmer, numele (Ivan) Kupala/Kupalo este o variantă a numelui Ioan Botezătorul (cf. ukr. Ivan Hrestitel’) și este un calc al echivalentului din greaca veche (Iōánnēs ho) baptistḗs. Grecescul baptistḗs "botezătorul" derivă din verbul baptízō „a scufunda; a spăla; a scălda; a boteza, a consacra, a cufunda în cristelniță”, care în limba slava veche de est a fost redat inițial prin cuvântul kǫpati/kupati „a scălda”, ulterior înlocuit de krĭstiti „a boteza". Forma protoslavă a verbului este reconstruită ca *kǫpati „a se scufunda în apă, a se scălda”.
Potrivit lui Melniciuk, cuvântul Kupalo însuși poate proveni din proto-slavul *kǫpadlo (cf. OCz. kupadlo, SCr. kùpalo, LSrb., USrb. kupadło "loc de îmbăiat"), care este compus din verbul discutat *kǫpati și sufixul *-dlo. Numele sărbătorii este legat de faptul că prima baie ceremonială a fost făcută în timpul nopții de Kupala, iar legătura cu Ioan Botezătorul este secundară.

### ZeitateaKupala

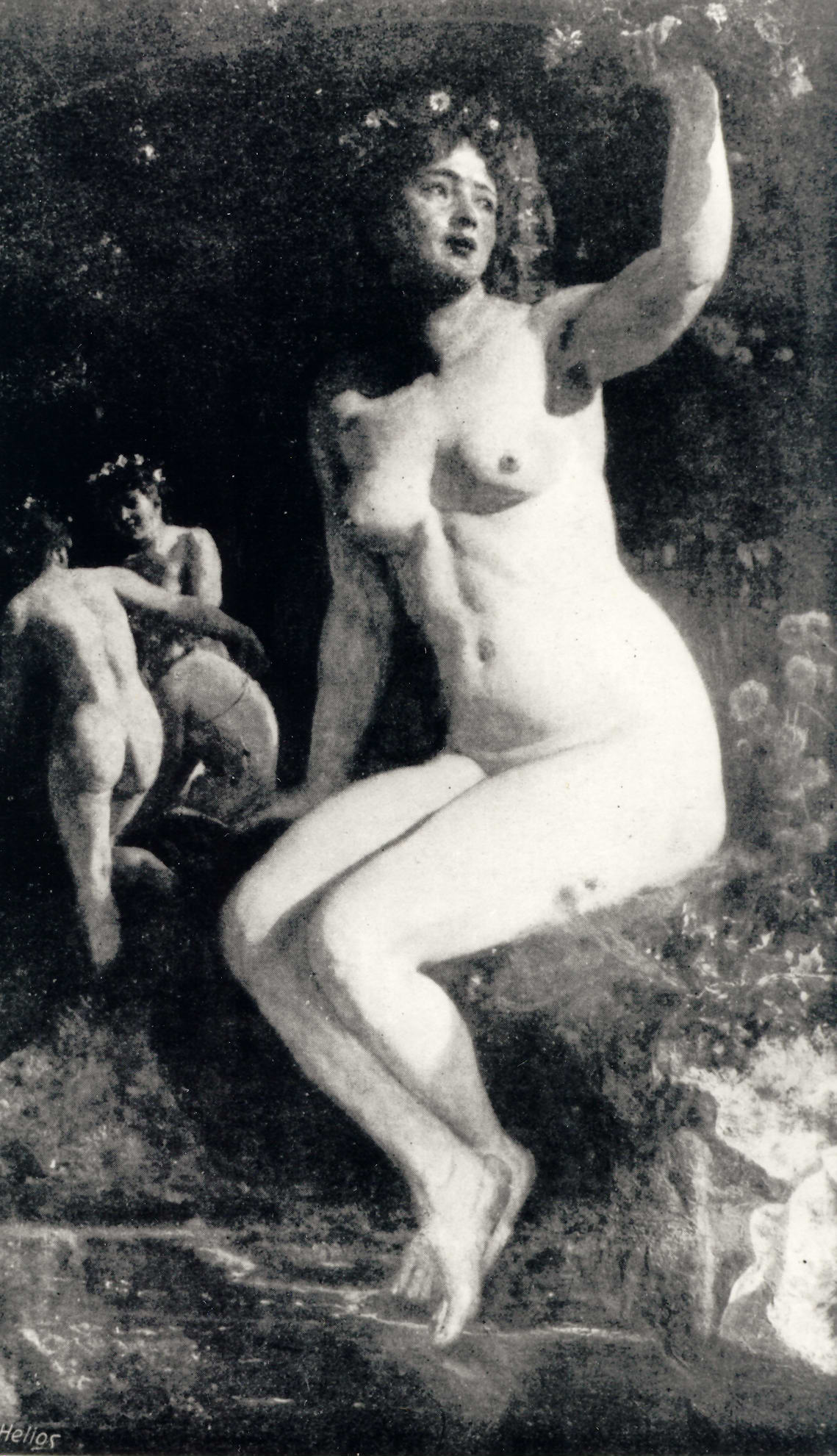
Kupała, Wojciech Gerson, 1897

Din secolul al XVII-lea, sursele au sugerat că sărbătoarea era dedicată zeității Kupala sau Kupalo, pe care se presupune că slavii o venerau. Cu toate acestea, cercetătorii moderni neagă existența unei astfel de zeități.
Prima sursă care menționează zeitatea Kupalo este Cronica Hustyn datând din secolul al XVII-lea: Al cincilea Kupalo a fost, după cum eu cred, zeul Abundenței, ca și Ceres la greci. Acestuia, oamenii proști îi aduc mulțumiri în timpul secerișului. Pomenirea acestui demon Kupalo este încă sărbătorită pe unele din meleagurile noastre de către nebuni, de la 23 iunie, ajunul nașterii Sfântului Ioan Botezătorul, până la seceriș și mai mult astfel: seara, oamenii de la câmpie de ambele sexe se adună și împletesc coroane din ierburi comestibile sau rădăcini. După ce le-au înfășurat în jurul lor, aprind un foc. În alt loc, ridică o creangă verde și, ținându-se de mână, se învârt în jurul acestui foc, cântând cântecele în care este menționat Kupalo. Apoi sar peste focul menționat mai sus, dedicându-se acestui demon.
În secolul al XVII-lea, Kupala este, de asemenea, recunoscută ca o zeitate în Sinopsisul de la Kiev (în rusă Киевский синопсис) și Viața Sfântului Vladimir.

## Ritualuri și credințe

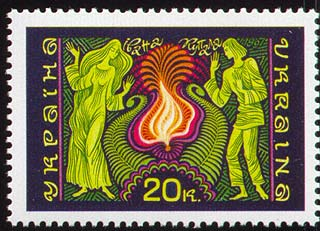
Ivan Kupała, floare de ferigă. (timbru Ucraina), 1997

În această zi, la 24 iunie, era o obișnuință ca oamenii să se roage lui Ioan Botezătorul pentru dureri de cap și pentru copii.

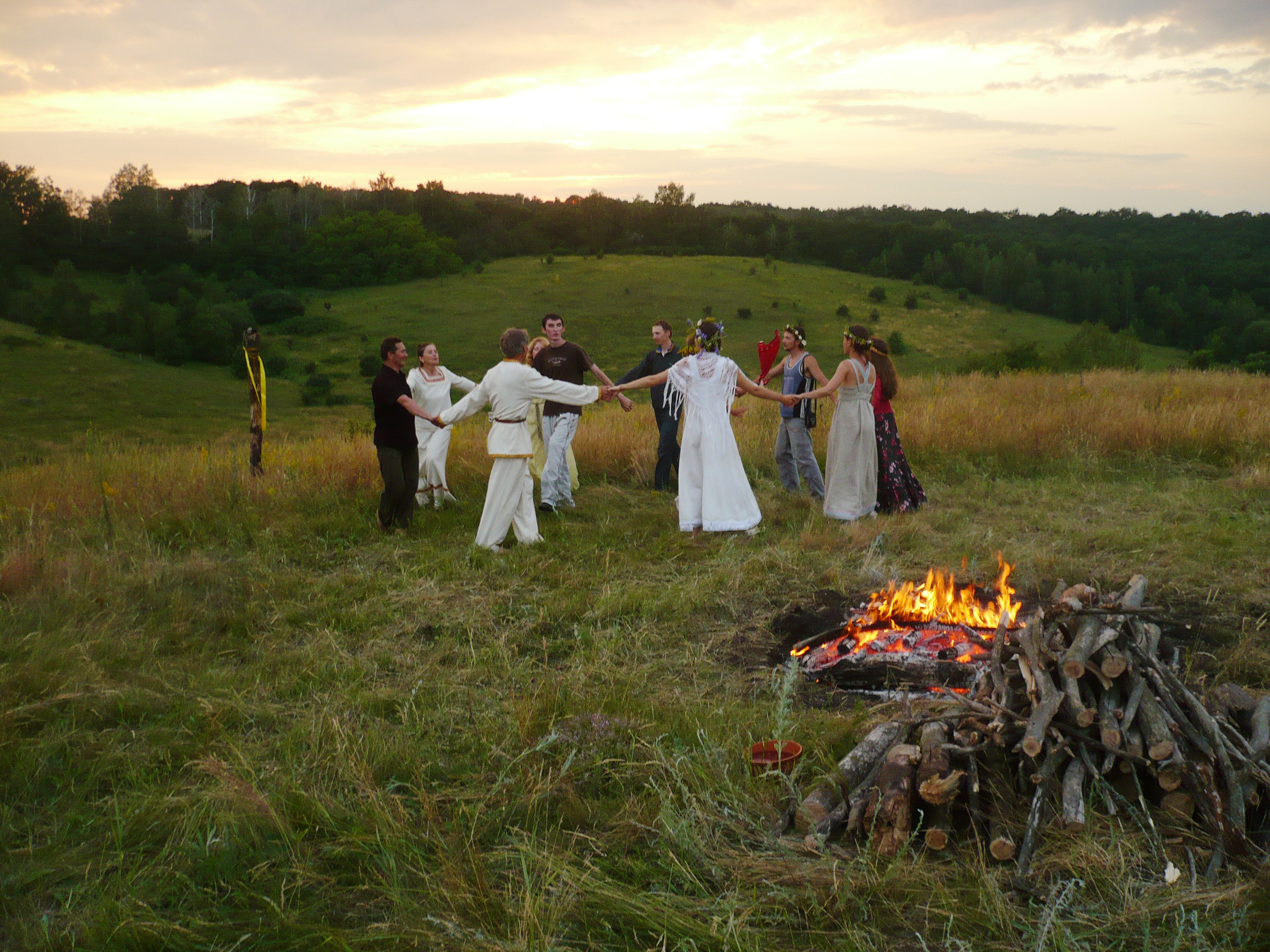
Sărbătoarea lui Ivan Kupala în regiunea Belgorod, 2011

Noaptea de Kupala este încărcată de ritualuri legate de apă, foc și ierburi. Majoritatea ritualurilor Kupala au loc noaptea. Scăldatul înainte de apus a fost considerat obligatoriu: în nord, rușii erau mai predispuși să se scalde în bania, iar cei din sud în râuri și lacuri. Chiar înainte de apus, pe terenuri înalte sau lângă râuri, se aprindeau focuri de tabără. Uneori, aceste focuri au fost aprinse în mod tradițional – prin frecarea lemnului de alt lemn. În unele locuri din Belarus și Volyn Polissia, acest mod arhaic de a aprinde un foc pentru sărbătoare a supraviețuit până la începutul secolului al XX-lea.
După Vera Sokolova, sărbătoarea a fost păstrată în cea mai „arhaică” formă de către belaruși. În centrul focului de Kupala, aceștia puneau un stâlp deasupra căruia era atașată o roată. Uneori, un craniu de cal, numit vidma, era așezat deasupra roții și era aruncat în foc, unde ardea, după care cei tineri se jucau, cântau și dansau în jurul focului. În Belarus, obiectele vechi, nedorite, erau strânse în curți și duse într-un loc ales pentru sărbătoare (o poiană, un mal înalt al râului), unde erau apoi arse. De asemenea, ucrainenii au păstrat principalele elemente arhaice, dar au schimbat semnificațiile simbolice în secolul al XIX-lea. Rușii fie au uitat elementele principale ale ceremoniei Kupala, fie le-au transferat în alte sărbători (Ziua Treimii, Ziua Sf. Petru).
Sărbătorirea Nopții Kupala este menționată în Cronica Hustîn (secolul al XVII-lea):

Această Kupala... este comemorată în ajunul Nașterii lui Ioan Botezătorul... în felul următor: Seara, copiii obișnuiți de ambele sexe se adună și fac coroane din ierburi otrăvitoare sau rădăcini, apoi cei acoperiți cu acestea aprind un foc, apoi pun o creangă verde și ridicându-și mâinile dansează în jurul focului, cântând cântecele lor în jurul focului...

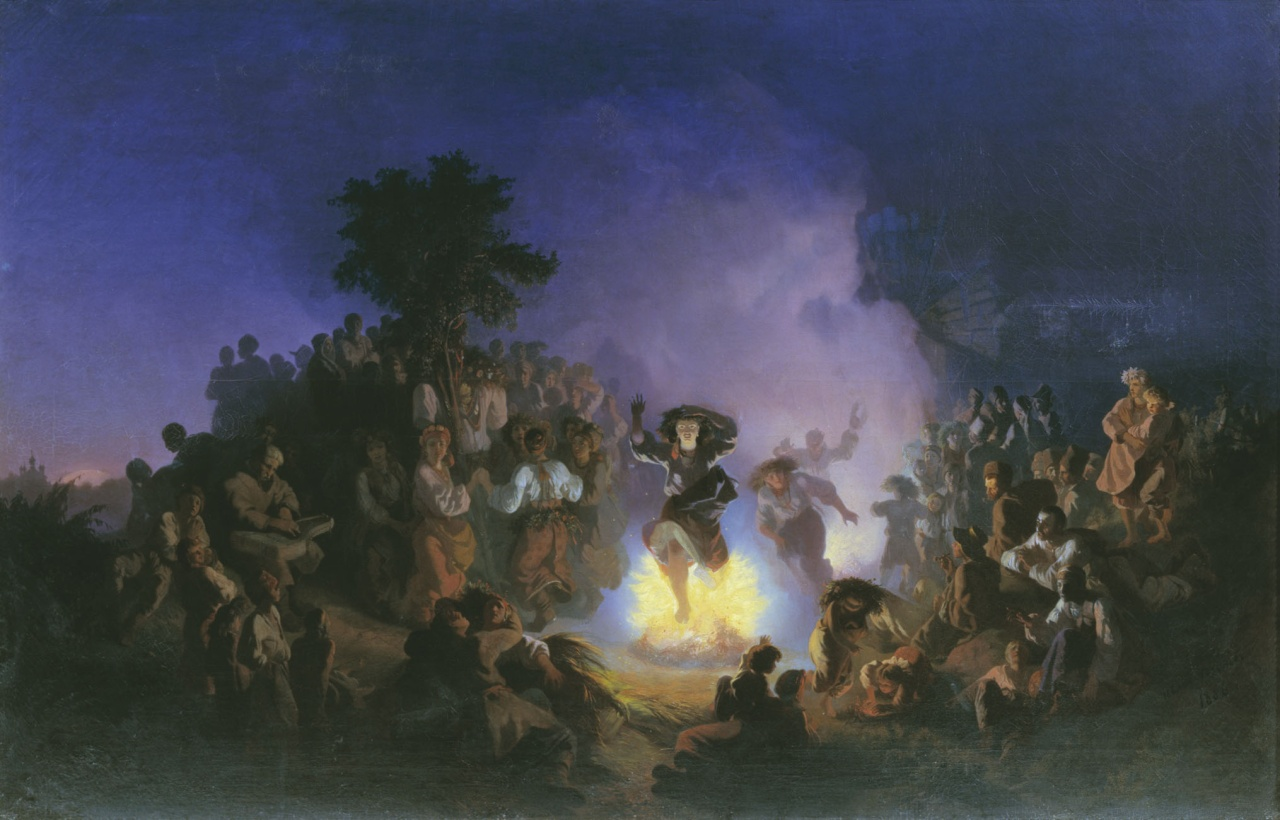
Ivan I. Sokolov, Noaptea de Ivana Kupala, 1856

În noaptea de Kupala, erau aleși „miresele și mirii” și se țineau ceremonii de nuntă: săreau peste foc ținându-se de mână, făceau schimb de coronițe (simbol al fecioarei), căutau flori de ferigă și se scăldau în roua dimineții. În această zi, „drumurile satelor erau arate pentru ca pețitorii să vină mai devreme sau se ara o brazdă la casa unui băiat pentru ca acesta să se logodească mai repede.”
În anumite tradiții ucrainene sau belaruse, abia după Kupala nu se mai cânta vesnianki (în ucraineană Веснянки) (cântece de dans ritual liric cântate de la începutul primăverii până în Duminica Treimii). Slavilor estici și occidentali li s-a interzis să mănânce cireșe înainte de această zi. Slavii estici credeau că femeile nu ar trebui să mănânce fructe de pădure înainte de Sf. Ioan, în caz contrar copiii lor mici vor muri.
Obiceiul condamnării publice și ridiculizării în noaptea de Kupala (de asemenea, Ziua Sf. George de primăvară și Ziua Trinității) este binecunoscut. Critica și condamnarea sunt de obicei îndreptate împotriva consătenilor sau al locuitorilor unui sat vecin care au încălcat normele sociale și morale în ultimul an. Această condamnare socială poate fi auzită în cântece ucrainene sau belaruse, care conțin teme ca certuri între fete și băieți sau locuitorii satelor învecinate. Condamnarea și ridiculizarea sunt exprimate în public și servesc ca regulator al relațiilor sociale.
După credințele huțulilor, după Kupala urmează „noaptea vrăbiilor⁠(ru)[traduceți]”, când tunetele și fulgerele sunt comune. Acestea sunt zile în care spiritele tunetului se plimbă, trimițând fulgere pe pământ: „...între cerul întunecat și vârfurile munților cresc copaci de foc, care leagă cerul și pământul. Și așa va fi până la ziua de Sf. Ilie, vechea sărbătoare a tunetului” după care, spun ei, „tunetul va înceta să bată”.
Alexander Veselovski, subliniază asemănarea dintre obiceiurile slave din noaptea de Kupala și obiceiurile grecești din ziua sf. Ilie (aducătorul de ploi, căruțașul cerului care fulgeră și trăznește).

### Mâncăruri ritualice
Sfințirea primelor fructe care se coceau în acest moment pare să fi coincis cu sărbătoarea Nopții Kupala.
În unele zone / sate rusești se prepara terci folosit ca ofrandă de Sf. Iuliana (22 iunie), fetele se adunau la șezătoare și, în timp ce cântau, zdrobeau orzul într-un mojar. În dimineața zilei Sfintei Mucenițe Agripina (23 iunie), orzul era folosit pentru a găti un terci folosit ca ofrandă. Ziua, acest terci se dădea săracilor, iar seara, după ce era stropit cu unt, era mâncat de toată lumea.
La belaruși, delicatesele aduse de acasă erau consumate atât în grupuri separate, cât și la potluck și constau în vareniki, brânză, tvarog, terci de făină (kulaga), aluat dulce (babka) cu semințe de cânepă măcinate, ceapă, usturoi, acreală (borș rece) și ouă în untură. În Belarus, în secolul al XIX-lea, în timpul sărbătorii se bea vodka, iar în Podlasia și în Carpați se bea vin. În unele cântece s-au păstrat mențiuni despre băuturile vechi ale nopții Kupala:

Da, te voi lăsa să intri, Kupalnocika,

te voi primi cu vin verde,

o să-ți dau bere de grâu să bei

și te voi hrăni cu brânză albă.

### Apă

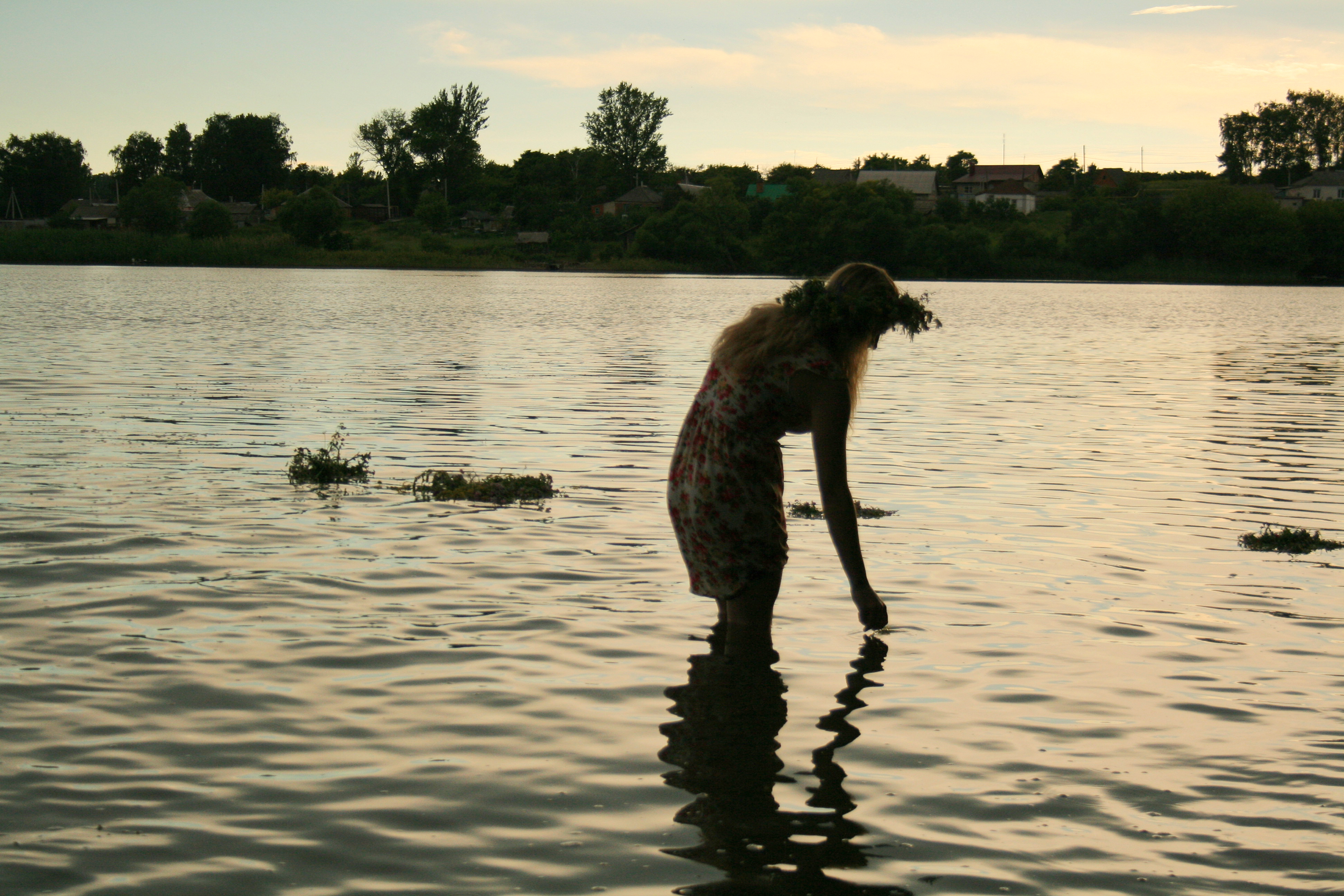
Divinație pe coroane

Obiceiul obligatoriu care nu trebuia ratat în această zi a fost scăldatul în masă. Se credea că în această zi toate spiritele rele vor părăsi râurile, așa că era sigur să înoți până în ziua sfântului Ilie. În plus, se credea că apa din noaptea de Kupala era înzestrată cu proprietăți revitalizante și magice.
În locurile unde oamenii nu aveau voie să se scalde în râuri (din cauza ruginii), se scăldau în „izvoare sacre”. În nordul Rusiei, în ziua dinaintea Nopții Kupala, în ziua Sfintei Agripina, erau încălzite băi în care oamenii erau spălați și aburiți, în timp ce se abureau ierburile culese în acea zi. Se spunea că apa extrasă din izvoare de sfântul Ioan avea puteri miraculoase și magice.
În această sărbătoare, se credea că apa se poate „împrieteni” cu focul. Simbolul acestei uniuni a fost un foc de tabără aprins de-a lungul malurilor râurilor. Coroanele erau adesea folosite pentru divinație în noaptea de Kupala: dacă pluteau pe apă, însemna noroc și viață lungă sau căsătorie.
Un scrib rus din secolul al XVI-lea a încercat să explice numele (Kupalnica) și puterea de vindecare a zilei Sfântului Ioan făcând referire la legenda din Vechiul Testament a lui Tobie. După cum este scris, în această zi Tobie s-a scăldat în râul Tigru, unde, la sfatul arhanghelului Rafael, a descoperit un pește ale cărui măruntaie l-au vindecat pe tatăl său de orbire.

### Foc

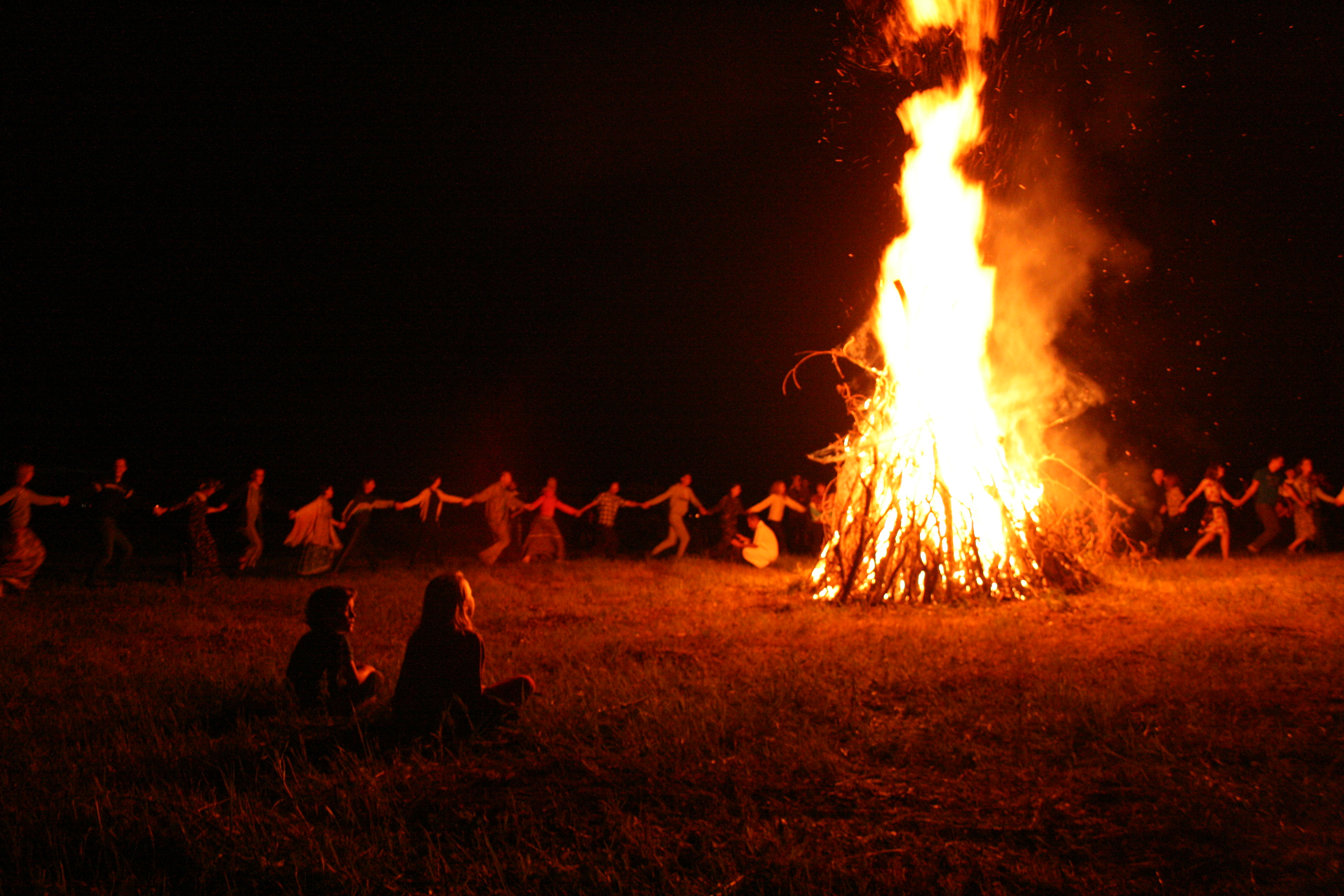
Foc de tabără de Kupala

Caracteristica principală a nopții de Kupala o reprezintă focurile de tabără de curățare. Tinerii adunau o cantitate uriașă de tufișuri din tot satul și înălțau o piramidă, cu un stâlp în mijloc, pe care era așezat o roată, un butoi de smoală, un craniu de cal sau de vacă (în Polesia) etc. După Tatiana Agapkin și Liudmila Vinogradova, simbolul unui stâlp înalt a fost corelat cu arborele lumii.

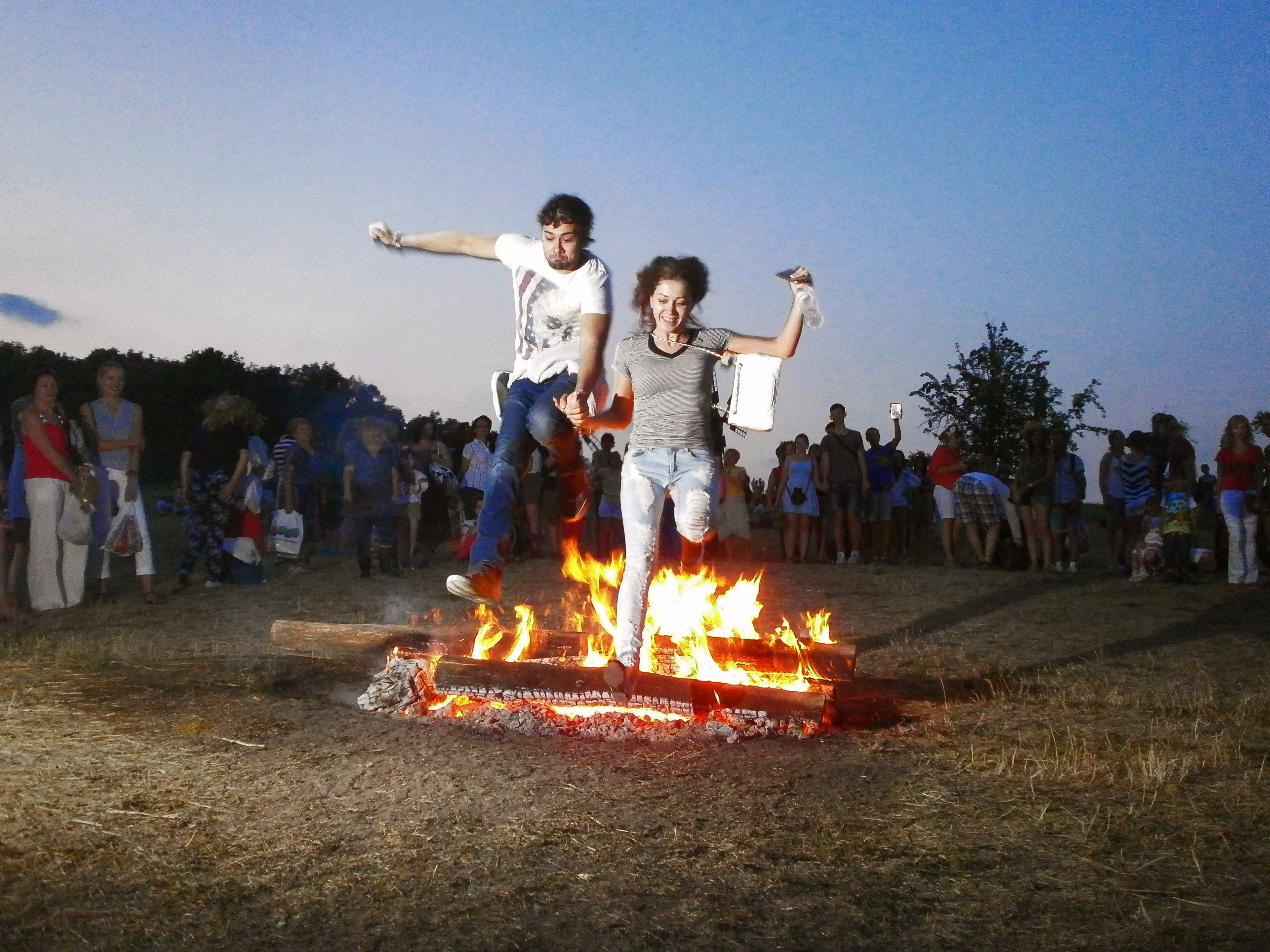
Un cuplu sare peste un foc de tabără în Pîrohiv, Ucraina

Focurile erau aprinse seara târziu și, de obicei, ardeau până dimineața. În diferite tradiții, focul de Kupala trebuia aprins prin frecare; în unele locuri, focul era dus în casă și aprins în pământ. Toate femeile satului erau nevoite să se apropie de foc, din moment ce oricine nu mergea era suspectat de vrăjitorie. În jurul focului se ținea un horovod, dansând, cântând cântece de Kupala și sărind peste foc: cine sărea mai bine și mai sus avea să fie mai fericit. Fetele săreau peste foc pentru „a se purifica și proteja de boli, stricăciuni, vrăji” și pentru ca „rusalca să nu atace și să vină în timpul anului”. Dacă o fată nu sărea peste foc era numită vrăjitoare (slavii răsăriteni, Polonia); era stropită cu apă și biciuită cu urzici pentru că nu a fost „curățată” de focul de botez. În Gubernia Kievului, o fată care și-a pierdut virginitatea înainte de căsătorie nu putea să sară peste focul de tabără în timpul Nopții Kupala, deoarece l-ar profana.

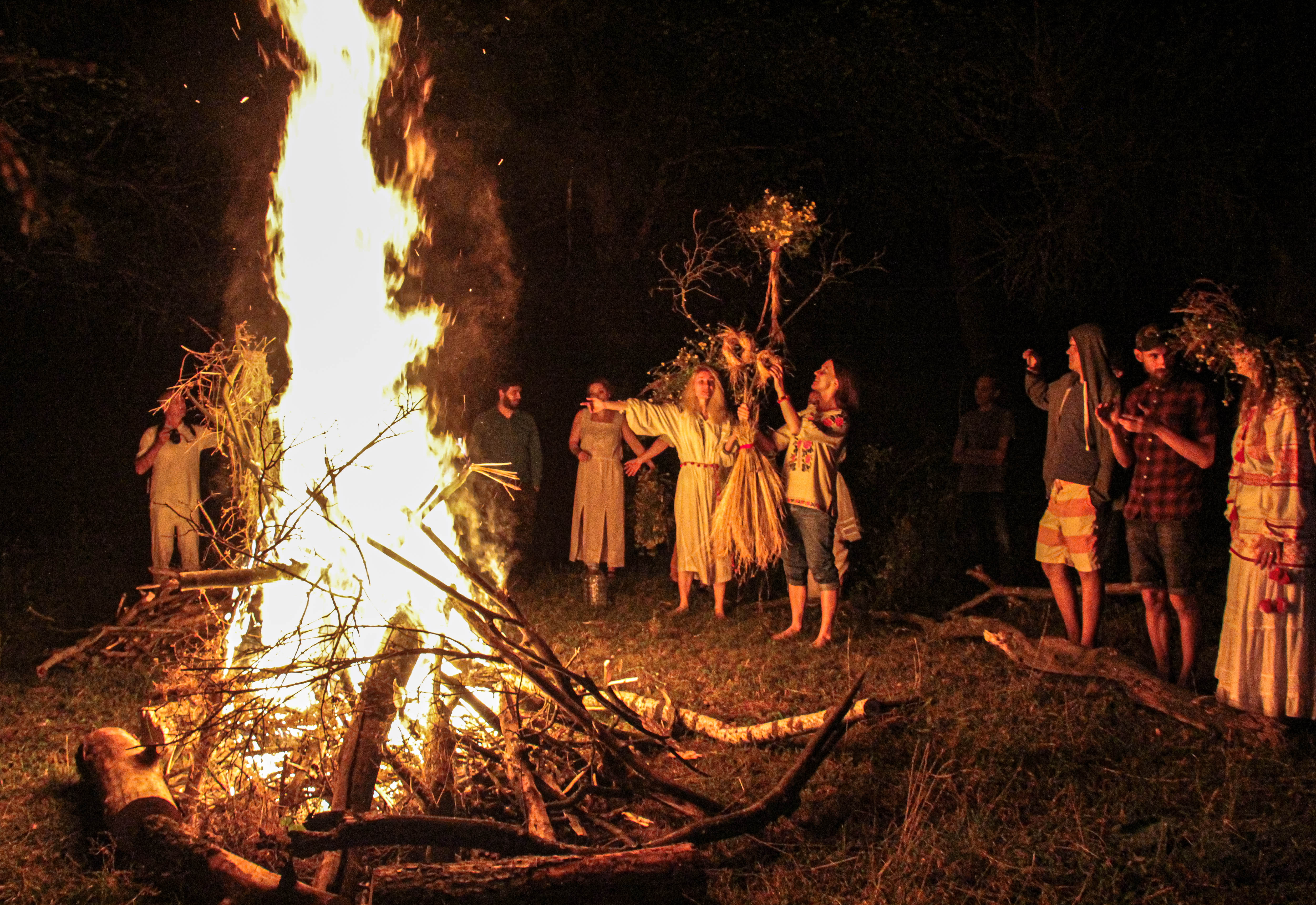
Foc de Kupala în Ternopil, 2008

În Ucraina și Belarus, fetele și băieții se țineau de mână și săreau peste foc în perechi. Se credea că, dacă mâinile lor rămân împreună în timp ce sar, ar fi un semn clar al viitoarei lor căsătorii; la fel și dacă ar zbura scântei în spatele lor. În Gubernia Gomel, băieții obișnuiau să legene fetele în brațe deasupra focului Kupala pentru a le proteja de vrăji. Tineri și copii săreau peste focuri, organizau jocuri zgomotoase: ca gorelki.
Pe lângă focurile de tabără, în unele locuri din noaptea de Kupala, se aprindeau roți și butoaie de smoală, care apoi au fost rostogolite la vale de pe înălțimi sau purtate pe stâlpi, ceea ce este în mod clar este legat de simbolismul solstițiului.
În Belarus, polonezii din Galiția și slovacii din Carpați au numit focurile de botez Sobótki după cuvântul slav de vest sobota cu sensul de „zi de odihnă”.

### Cântece de Kupala
Mulți folcloriști consideră că textul cântecelor de Kupala este slab legat de ritualurile și sensul mitologic al sărbătorii. Textele cântecelor includ multe cântece lirice cu teme de dragoste și familie, cântece pline de umor despre băieți și fete, cântece și jocuri de dans horovod, balade etc. Ca și cântece de Kupala, acestea sunt identificate prin melodii specifice și o anumită perioadă calendaristică. În alte perioade, nu se obișnuia să se cânte astfel de cântece.

### Coroană de flori

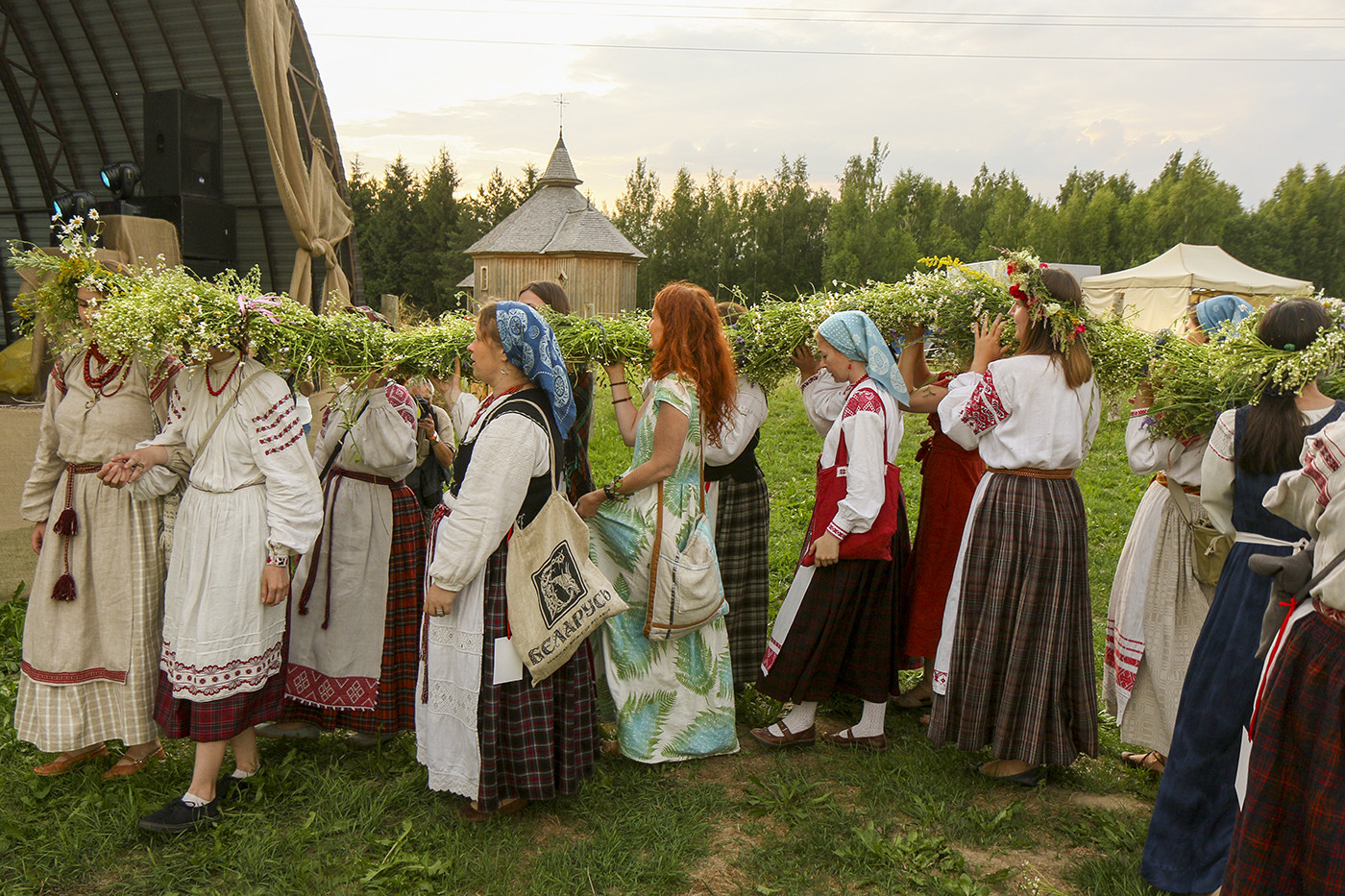
Procesiunea de Kupala în Belarus în 2019 cu o coroană de flori

Coroana a fost un atribut obligatoriu al distracțiilor. Era făcută înainte de sărbătoare din ierburi și flori sălbatice. Utilizarea rituală a coroanei de Kupala este legată și de înțelegerea magică a formei acesteia, ceea ce o apropie de alte obiecte rotunde și perforate (inel, cerc, pâine etc.). Obiceiurile de a mulge sau a bea lapte prin coroană, a introduce și a trage ceva prin coroană, a privi, a turna, a bea, a spăla prin ea se bazează pe aceste atribute ale coroanei.

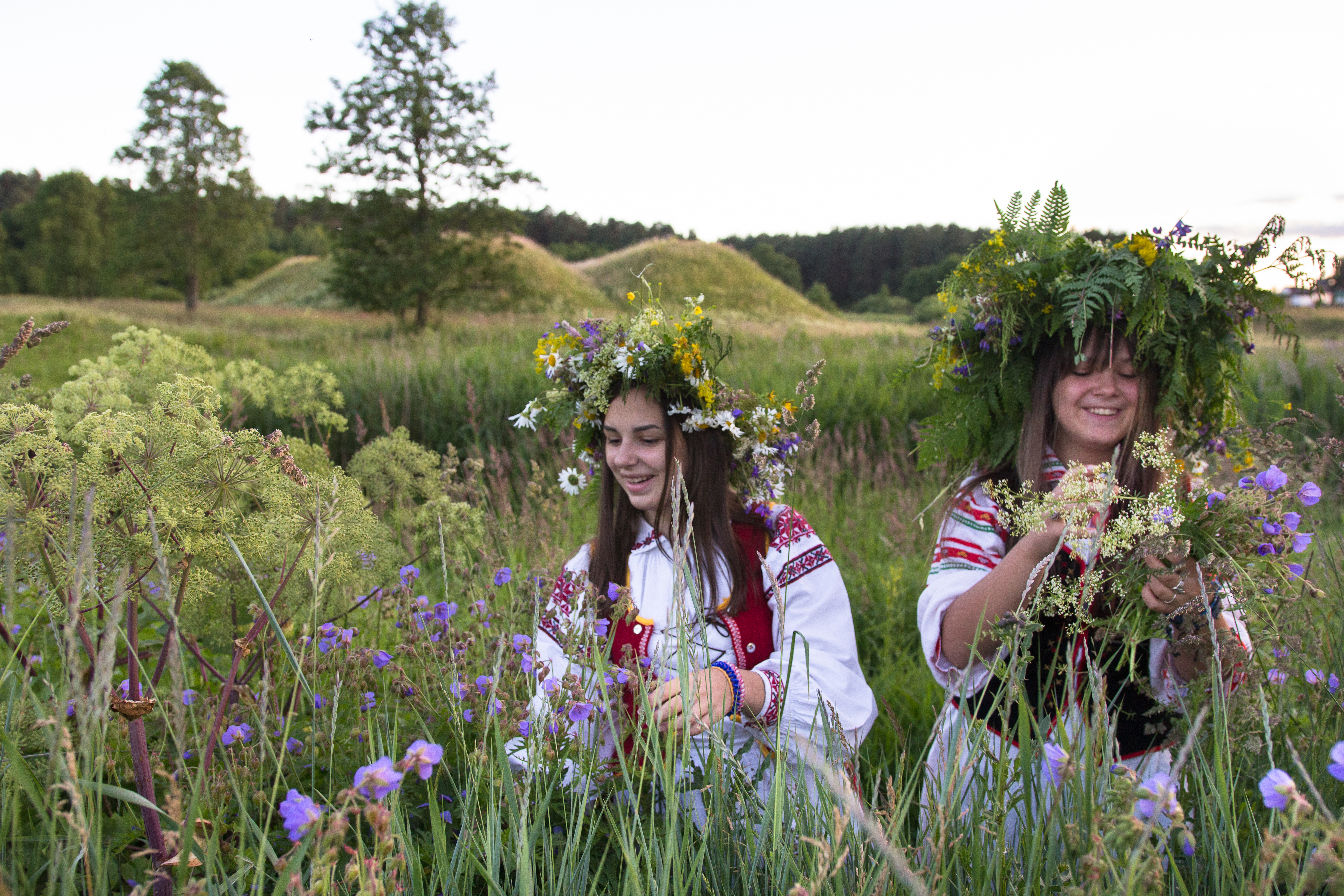
Fete care strâng flori pentru coroane înainte de sărbătoarea Nopții de Kupala. Belarus, 2015

Se credea că fiecare plantă dădea coroanei proprietăți speciale, iar modul în care era făcută - prin răsucire sau țesută - a adăugat, de asemenea, simbolism. Coroanele erau adesea făcute din saschiu, busuioc, geranium, ferigi, trandafiri, mure, ramuri de stejar și mesteacăn etc.
În timpul festivalului, coroana era de obicei distrusă: ori aruncată în apă, ori arsă într-un foc de tabără, aruncată pe un copac sau pe acoperișul unei case, dusă la un cimitir etc. Rareori, coroana era păstrată și folosită pentru vindecare, pentru a proteja câmpurile de grindină și grădinile cu legume de „viermi”.
În Polesia, în zorii zilei de Sfântul Ioan, țăranii alegeau cea mai frumoasă fată, o dezbrăcau goală și o înfăsurau din cap până în picioare în coroane de flori, apoi se duceau în pădure, unde „dzevko-kupalo” (fata-kupalo – așa cum era numită fata aleasă) împărțea coroanele pregătite anterior prietenelor sale. Era legată la ochi, iar fetele se plimbau în jurul ei într-un dans vesel. Ghirlanda pe care o primea cineva era folosită pentru a prevesti soarta viitoare: o ghirlandă proaspătă însemna o căsnicie bogată și fericită, o ghirlandă uscată însemna sărăcie și o căsnicie nefericită: „nu va avea fericire, va trăi în mizerie”.

### Copacul de Kupala

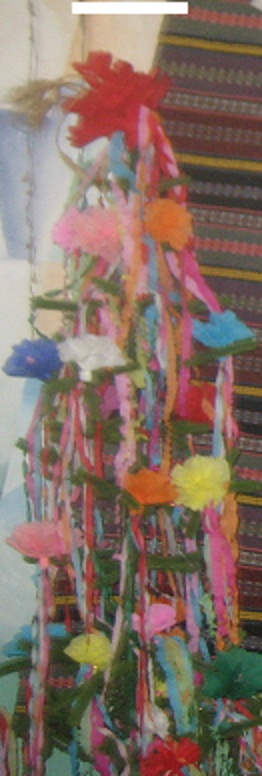

În funcție de regiune, de Kupala s-a ales un copac tânăr de mesteacăn, salcie, arțar, molid sau vârful tăiat al unui măr. Fetele îl împodobeau cu coroane, flori de câmp, fructe, panglici și uneori lumânări; apoi era scos în afara satului, înfipt în pământ într-o poiană și se dansa, mergea și cânta în jurul lui. Mai târziu, băieții se alăturau distracției, se prefăceau că fură copacul de Kupala sau ornamentele din el, că vor să-l dărâme sau să-i dea foc, în timp ce fetele îl protejau. La sfârșit, toată lumea trebuia să înece copacul Kupala în râu sau să-l ardă într-un foc de tabără.
Înainte de ritual, copacul nu putea fi tăiat, ci pur și simplu așezat într-un loc convenabil pentru horovod și îmbrăcat. În Regiunea Jîtomîr, într-un sat, era ales un pin uscat, care creștea în afara satului, lângă râu; a fost numit hilțe (în ucraineană Гільце). Era aruncat în apă trunchiul de copac ars, apoi toți fugeau pentru ca „vrăjitoarea să nu-i ajungă din urmă”.

### Plante medicinale și magice

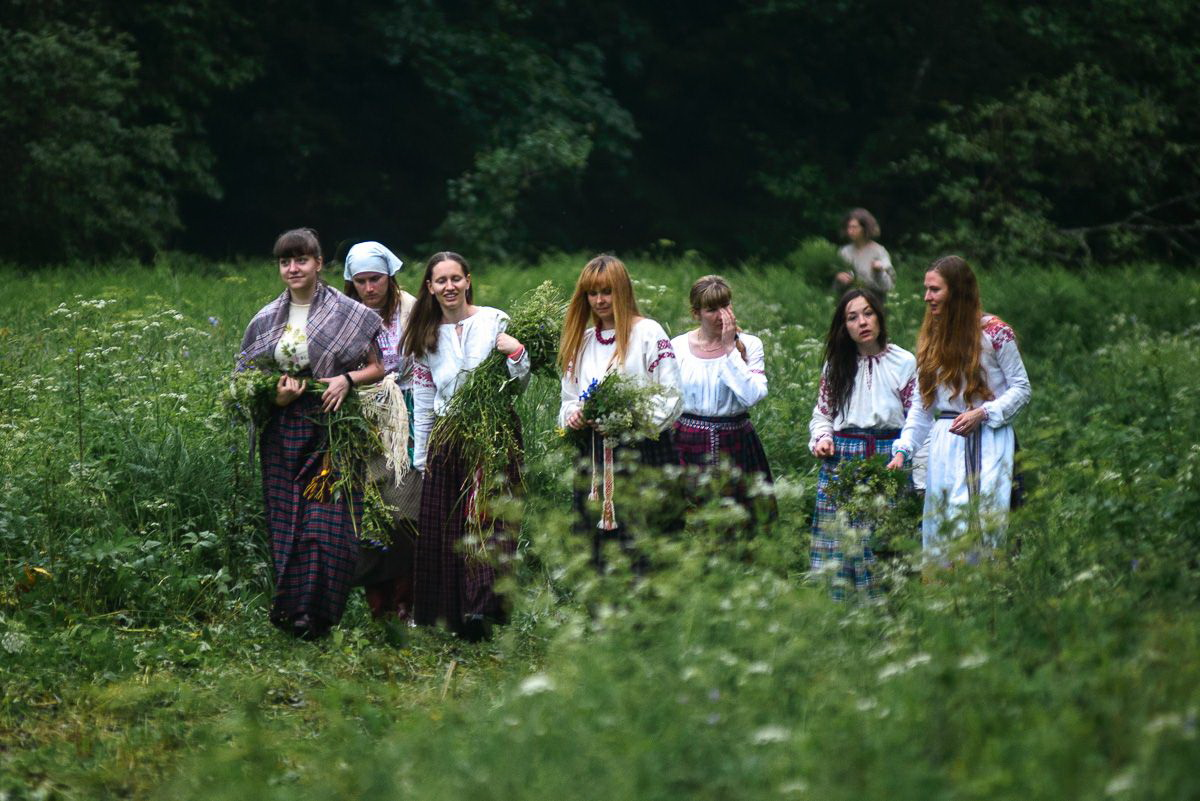
Femeile care culeg plante medicinale

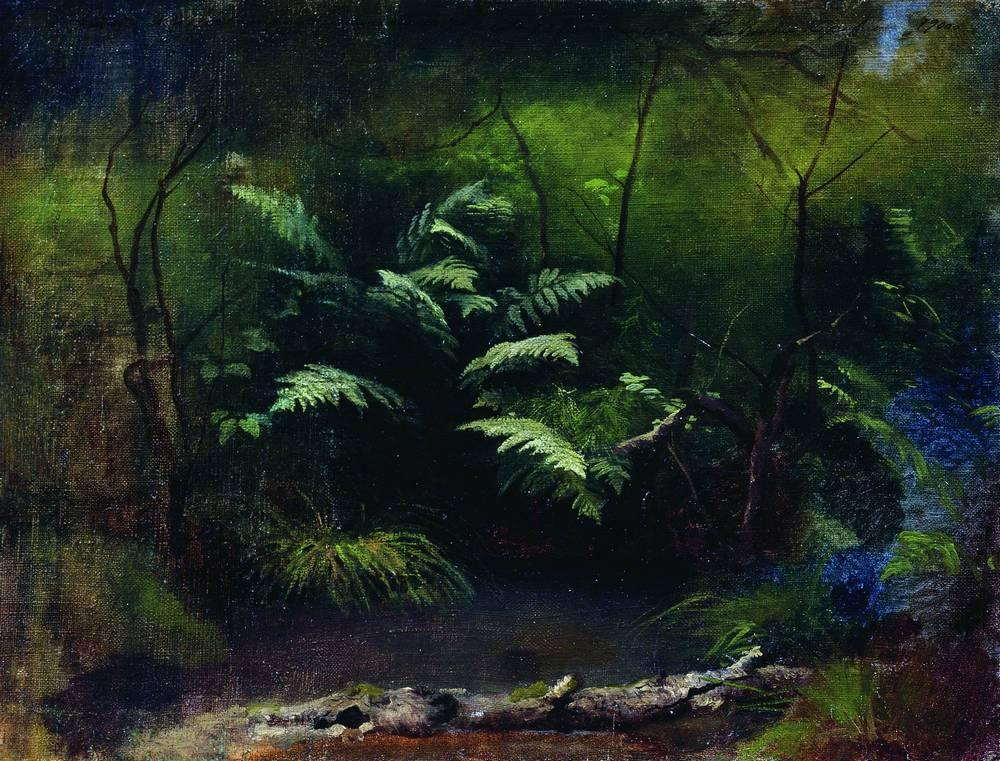
Isaac I. Levitan, Paporotniki u vody, 1895

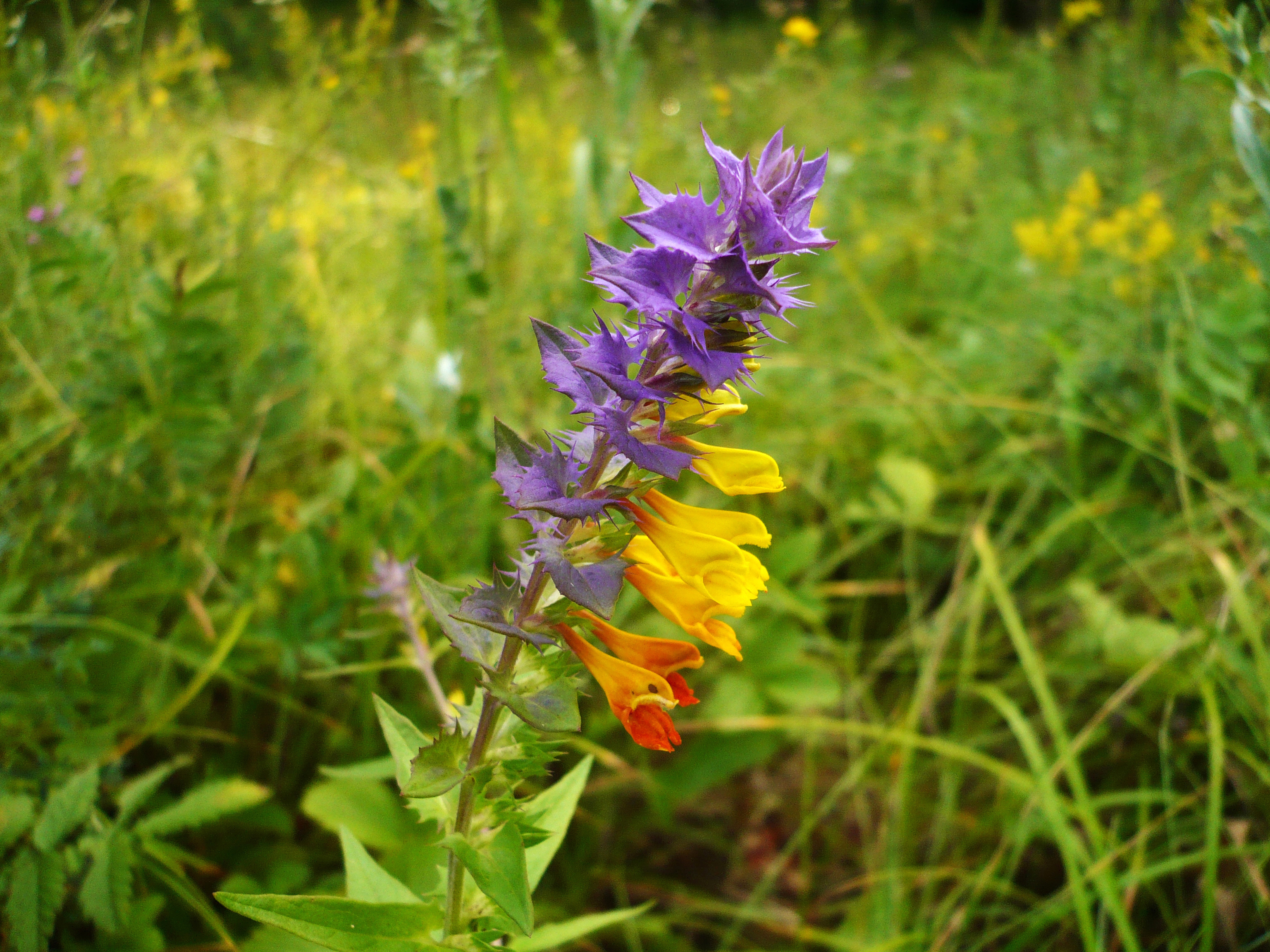
Ivan-da-maria – Melampyrum nemorosum

Un semn caracteristic al Nopții de Kupala sunt numeroasele obiceiuri și legende asociate cu lumea plantelor. Verdele a fost folosit ca amuletă universală: se credea că protejează de boli și epidemii, de ochi și vătămări; de vrăjitori și vrăjitoare, de puteri necurate, oameni morți „umblători”; de fulgere, uragan, foc; de șerpi și animale răpitoare, insecte dăunătoare, viermi. Totodată, contactul cu verdeața proaspătă a fost considerat un mijloc magic care asigură fertilitatea și creșterea cu succes a vitelor, păsărilor de curte, a randamentului de cereale și a culturilor de legume.
Se credea că cea mai bună activitate în această zi era culesul plantelor medicinale, deoarece plantele primesc o mare putere de la soare și de la pământ. Unele ierburi erau culese noaptea, altele după-amiaza înainte de prânz, iar altele în roua dimineții. În timp ce se culegeau ierburi medicinale, se recita o rugăciune specială (zagovorî).
Conform credințelor din Belarus, ierburile de Kupala sunt cele mai vindecătoare dacă sunt adunate de „bătrâni și tineri”, adică de bătrâni și copii – ca fiind cei mai puri (fără viață sexuală, fără menstruație etc.).
Feriga și așa-numita floare Ivan-da-maria (de exemplu, Melampyrum nemorosum; literalmente: Ioan și Maria) au fost asociate cu legende speciale de Kupala. Numele acestor plante apar în cântece de Kupala.
Slavii credeau că doar o dată pe an, de Sfântul Ioan, înflorește feriga. Această floare mitică, care nu există în natură, se presupune că le oferă celor care o culeg și o păstrează asupra lor puteri miraculoase. Conform credințelor, purtătorul acestei flori devine clarvăzător, poate înțelege limbajul animalelor, poate găsi toate comorile, indiferent cât de adânc ar fi ascunse în pământ și intră nestingherit în vistierie descuind încuietori, poate să poruncească spiritelor necurate, să poruncească pământului și apei, să devină invizibil și poate lua orice formă.
Unul dintre simbolurile principale ale zilei Sf. Ioan a fost floarea Ivan-da-maria, care simboliza combinația magică dintre foc și apă. Cântece de Kupala leagă originea acestei flori de gemeni – un frate și o soră – care au intrat într-o relație amoroasă interzisă și din această cauză s-au transformat într-o floare. Povestea gemenilor incestuoși are numeroase paralele în mitologiile indo-europene.
Unele nume de plante sunt legate de Kupala, de ex. cehul kupadlo „Bromus”, „Cuscuta trifolii”, kupalnice „Ranunculus”, polonezul kupalnik „Arnica”, ucraineanul dial. kupala „Taraxacum officinale”, „Tussilago”, rusescul kupalo „Ranunculus acris”.

### Protecție contra spiritelor rele

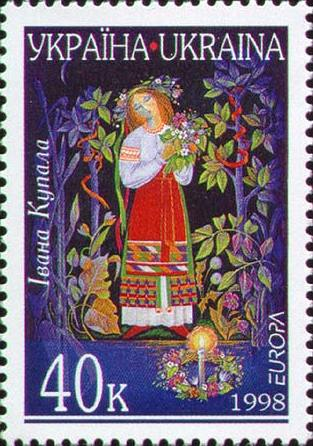
Ivan Kupala, Marcă poștală a Ucrainei din 1988

Se credea că în noaptea de Kupala toate spiritele rele se trezesc la viață și fac rău oamenilor; că ar trebui să te ferești de „răutatea demonilor – domovoi, vodianoi, leși, rusalce”.
Pentru a împiedica vrăjitoarele să „fure” laptele de la vaci (acestea nu mai produceau lapte), rușii băteau în pășuni salcie sfințită, iar în Ucraina, proprietarul bătea țăruși de plop în curte. În Polesia, în poarta grajdului erau atârnate în același scop urzici, pantaloni de bărbați rupți sau o oglindă. În Belarus, crenguțele și țărușii de plop erau folosite pentru apărarea nu numai a vitelor, ci și a culturilor, „pentru ca vrăjitoarele să nu ia sporii”. Pentru a alunga spiritele rele, se obișnuia să se bată obiecte ascuțite și înțepătoare în mese, ferestre, uși etc. La slavii estici, când o vrăjitoare intra în casă, era înfipt un cuțit în masă pentru a o împiedica să plece. Slavii din sud credeau că înfigând un cuțit sau o ramură de păducel în ușă i-ar proteja de vampiri sau coșmaruri. În noaptea de Kupala, slavii estici înfigeau coase, furci, cuțite și ramuri ale anumitor copaci în ferestrele și ușile caselor și hambarelor, pentru a proteja spațiul de spiritele rele.
Se credea că, pentru a se apăra de atacurile vrăjitoarelor, ar trebui să se pună urzici pe prag și pe pervazurile ferestrei. Fetele ucrainene adunau pelin pentru că se credea că alungă vrăjitoare și rugina.
În Podolia, de Sfântul Ioan, florile de cânepă („terci”) erau adunate și împrăștiate în fața intrărilor în case și hambare pentru a bloca drumul vrăjitoarelor. Pentru a preveni ca vrăjitoarele să le fure și să le ducă caii pe Muntele Chel (niciun cal nu s-ar mai fi întors viu de acolo), caii trebuiau închiși. Belarușii credeau că în timpul nopții de Kupala, domovoii (domovikii) călăreau și torturau caii.
În Ucraina și Belarus, se credea că vreascurile arse în focul de Kupala au puteri magice. În vestul Polesiei, tinerii smulgeau pânze de foc, alergau cu ele ca și cum ar fi torțe, le fluturau deasupra capului și apoi le aruncau pe câmp „pentru a proteja recoltele de puterile malefice”.
În Polesia, femeile care nu veneau la foc erau considerate vrăjitoare de către tineri, blestemate și tachinate. Pentru identificarea și neutralizarea vrăjitoarei, drumul folosit de obicei de vite era blocat cu fire, arat, stropit cu semințe sau furnici.
Conform credințelor slave, rădăcina de Lythrum salicaria (răchitan) dezgropată de ziua Sf. Ioan avea puterea de a alunga vrăjitorii și vrăjitoarele și de a alunga demonii din posedați.

### Jocuri pentru tineri

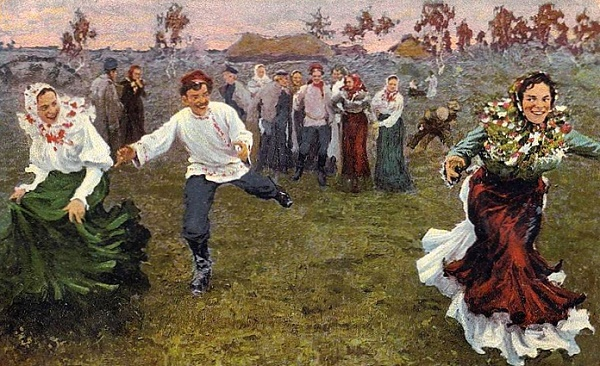
Georgîi Alekseiev. Jocul gorelki. Carte poștală pre-revoluționară.

Jocurile aveau de obicei ca temă dragostea și sau căsătoria: gorelki⁠(ru)[traduceți], tag, korșun⁠(ru)[traduceți], celovki; jocuri cu mingea (miacevuha, v barîși și altele).

### Farse rituale
În noaptea de Kupala, la fel ca într-o noapte de Crăciun de iarnă, printre slavii estici, tinerii organizau adesea ticăloșii și farse rituale: furau lemne de foc, cărucioare, porți pe care le urcau pe acoperișuri, blocau ușile casei, acopereau ferestrele etc. Farsele în noaptea de Kupala sunt o tradiție în sudul Rusiei și Polesia.

### Soarele
O credință binecunoscută despre ajunul zilei de Sfântul Ioan spune că soarele la răsărit strălucește în diferite culori sau reflectă, clipește, se oprește etc. Cel mai comun mod de a ne referi la acest fenomen este următorul: soarele se joacă sau sare; în unele tradiții acesta se și scaldă, sare, dansează, se plimbă, tremură, se veselește, se învârte, se înclină, se schimbă, înflorește, înfrumusețează (Rusia); cântă (Polesia).
În unele părți ale Bulgariei, se crede că în zorii zilei de Sfântul Ioan apar pe cer trei sori, dintre care doar cel central este „al nostru”, iar ceilalți sunt frații săi – care strălucesc alteori și peste alte meleaguri.
Sârbii îl numeau pe Ioan Botezătorul Sveti Jovan Igritelj pentru că ei credeau că în această zi soarele se oprește de trei ori pe cer sau se joacă. Ei au explicat comportamentul soarelui de Sfântul Ioan printr-o referire la versetele Evangheliei referitoare la nașterea lui Ioan Botezătorul: „Când Elisabeta a auzit salutul Mariei, copilul a săltat în pântecele ei, și Elisabeta a fost umplută de Duhul Sfânt.”

## Biserica despre ritualuri populare
În Rusia medievală, ritualurile și jocurile zilei de Kupala erau considerate demonice și erau interzise de autoritățile bisericești. Astfel, mesajul starețului Pamfil (în rusă Памфил) de la Mănăstirea Ielizarov (1505) către guvernatorul și autoritățile din Pskov a condamnat jocurile „păgâne” ale locuitorilor din Pskov din noaptea Nașterii lui Ioan Botezătorul:
Deoarece când vine ziua Nașterii Înaintașului (Prodromos), în această noapte sfântă aproape tot orașul se revoltă și în sate sunt stăpâniți de tobe și flaut, de coarde de chitară și de orice fel de muzică satanică nepotrivită, cu bătăi din palme și dansuri, cu femei și fecioare și cu toate mișcările groaznice ale gurii și capului lor: aceste cântece sunt diavolești și obscene și își curbează spatele și sar și sar în sus și în jos cu picioarele; chiar acolo bărbații și tinerii suferă o mare ispită, când privesc lascivi în fața insolenței femeilor și a fecioarelor și chiar apare depravare în rândul femeilor căsătorite și perversiune pentru fecioare.
Stoglav (o colecție de hotărâri ale Sinodului Stoglav din 1551) condamnă, de asemenea, în capitolul al 92-lea, sărbătoarea din timpul nopții de Kupala, care își are originea în păgânismul „elenistic”.
În plus, mulți dintre copiii creștinilor ortodocși, din neștiință, se angajează în practici diavolești elene, cu o varietate de jocuri și bătăi din palme în orașe și în sate împotriva sărbătorilor Nașterii Marelui Ioan Prodromos; în noaptea aceleiași zile de sărbătoare și toată ziua până la lăsatul nopții, bărbați, femei și copii în case sau răspândiți pe străzi se agită cu tot felul de jocuri și multă desfătare și cu cântece și dansuri satanice și... în multe alte maniere și moduri nepotrivite, și chiar în stare de beție.
Reprezentanții contemporani ai Bisericii Ortodoxe Ruse continuă să se opună unora dintre obiceiurile asociate acestei sărbători. În același timp, răspunzând la o întrebare despre „amestecarea” sărbătorilor creștine cu cele păgâne, ieromonahul Iov (Gumerov) și-a exprimat opinia:
Persistența în rândul oamenilor a unor obiceiuri ale Nopții Kupala nu indică o credință dublă, ci o incompletitudine a credinței. Până la urmă, atâția oameni care nu au participat niciodată la aceste distracții păgâne sunt predispuși la superstiții și idei mitologice. Temeiul pentru aceasta este natura noastră căzută, coruptă de păcat.
În 2013, la cererea Bisericii Ortodoxe Ruse, noaptea de Kupala și Ziua lui Neptun au fost interzise în districtul Rosoșanski din regiunea Voronej.